# Regione di Sofia (Madagascar)
La regione di Sofia è una regione della provincia di Mahajanga, nel Madagascar settentrionale.
Il capoluogo della regione è Antsohihy.
Ha una popolazione di 940 800 abitanti distribuita su una superficie di 50100 km².

## Geografia antropica

### Suddivisioni amministrative
La regione è suddivisa in sette distretti:
- distretto di Analalava
- distretto di Antsohihy
- distretto di Bealanana
- distretto di Befandriana Nord
- distretto di Mampikony
- distretto di Mandritsara
- distretto di Boriziny (Port-Bergé)